# Église Saint-Clément de Xammes
L'église Saint-Clément est une église catholique située à Xammes, en France.

## Localisation
L'église est située dans le département français de Meurthe-et-Moselle, sur la commune de Xammes.

## Historique
Tour XIIe siècle, nef XIIe siècle, bas-côtés XIIIe siècle, chevet remanié.
L'édifice est classé au titre des monuments historiques en 1921.